# 李能謙
李能謙（1975年3月27日—）有劇組攝影工作及攝影師經驗，任職於多家電視台。曾拍攝多部知名戲劇，包括：「情深深雨濛濛」，「貧窮貴公子」等節目。之後即進入三立電視台，擔任八點檔製片之工作，其中不乏膾炙人口的作品。之後轉調都會台拍攝偶像劇，拍攝一系列偶像劇，並擔任統籌與執行製片人等工作，其中亦有許多膾炙人口的作品。

## 代表作品

### 擔任攝影師
1996 - 2001
- 攝影師     南都傳播
- 攝影師     北陸傳播
- 攝影師     三立電視台//娛樂新聞

### 執行製作
- 華視//星鋒傳播//情深到來生  導演—劉立立
- 民視//周遊影視//梁祝  導演—馮凱
- 三立//新路山傳播//九指新娘  導演—金鰲勳//蘇月禾
- 中視//飛達傳播//中視劇場  導演—周世倬
- 公視//長沅文化//我還有一支腳  導演—吳桓
- 華視//可米製作//貧窮貴公子 導演—陳東漢
- 華視//可米製作//蜜桃女孩  導演—柯欽政//王明台
- 華視//可米製作//愛情夢幻  導演—王一玫//余威德
- 潑墨仙人//愛情巧克力//風雲再起  製作人—徐進良
- 台灣電視公司//開全傳播//牽手向明天 導演—沈怡//余威德
- 大愛電視台//大林春暖  導演—林子超
- 三立電視台//創億製作//天下第一味  導演—馮凱
- 民視//新兵日記  導演—王為
- 華視//我的排隊情人  導演—明金成
- 三立電視//鍾無艷  導演—林欽政
- 三立電視//家和萬事興

### 製片主任
- 中視//怡人傳播//情深深雨濛濛  導演—陳烈
- 大陸中央電視台//盲女神龍  導演—彭大衛

## 統    籌
- 文建會//客家民俗  導演—官德仁
- 騰昱數位國際
- 三立電視台//唐人影視//西街少年
- 三立電視台//金牌製作//真愛找麻煩 導演—馮凱
- 三立電視台//舞韾堂//我們發財了  導演—明金城
- 三立電視台//金牌製作//真愛黑白配  導演—張晉榮
- 三立電視台//金牌製作//真愛趁現在  導演—連春利

### 前期企劃製作
- 新聞局//優良戲劇節目 菊島之戀

### 代表作品
| 年     | 片名         |
| ------ | ------------ |
| 2001年 | 情深深雨濛濛 |
| 2001年 | 貧窮貴公子   |
| 2003年 | 西街少年     |
| 2011年 | 真愛找麻煩   |
| 2012年 | 真愛趁現在   |
| 2013年 | 真愛黑白配   |